# F-Zero Climax
F-Zero Climax (エフゼロ クライマックス, Efu cero Kuraimakkusu?) es un videojuego de carreras futuristas para la consola de bolsillo de Nintendo Game Boy Advance. Fue lanzado exclusivamente en Japón el 21 de octubre de 2004. Al igual que su predecesor, F-Zero GP Legend, Climax salió publicado y desarrollado por Nintendo, con la asistencia de Suzak. Climax es el sexto juego de la serie F-Zero, y el tercero en ser lanzado para la Game Boy Advance.

## Jugabilidad
F-Zero Climax es un juego de carreras que se juega de manera similar a su predecesor inmediato, F-Zero GP Legend, y el juego original de F-Zero Al igual que su predecesor, Climax está basado en la serie de anime de TV Tokyo F -Zero: GP Legend. Los jugadores controlan máquinas futuristas y las pilotan en numerosos circuitos. Cada máquina tiene un contador de energía, lo que sirve para dos propósitos: es una medida de la salud de la máquina y por otro, el jugador tiene la capacidad de aumentar después de la primera vuelta. Impulsar aumenta en gran medida la velocidad del corredor durante unos segundos, pero también drena su energía. Los jugadores de aumento de velocidad almacenados reciban después de completar una vuelta que no, pero solo se pueden utilizar durante un impulso de drenaje de energía. placas Rosa están ubicados en varios puntos alrededor de la pista de los vehículos para conducir a reponer la energía. un ataque de lado o nuevos en los juegos F-Zero en 2D, un ataque giratorio, pueden dañar la competencia. El juego ofrece cuatro presets esquema de control y configuraciones de botones personalizados. 
Climax cuenta con numerosos modos de juego y opciones, algunas de las cuales habían iniciado en GP leyenda . En el modo Grand Prix, el jugador corre contra veintitrés opositores a través de tres vueltas de cada pista en una taza . Hay cuatro tazas disponibles (Bronce, Plata, Oro y Platino), con varios niveles de dificultad. Tiempo de ataque permite al jugador elegir cualquier pista y completarlo en el menor tiempo posible. Prueba Zero es una opción seleccionable en Time Attack , donde los jugadores pueden completar treinta y seis ensayos en una pequeña sección de la pista por el mejor tiempo. La supervivencia consiste en objetivos basados en misiones tales como navegar los cursos de salud agotado y golpear a un oponente en un corto barandilla, menos la pista, luego partió a la meta sin volar fuera de curso. Completar una serie de desafíos de supervivencia abre una biografía personaje con un resumen breve episodio del anime. El modo multijugador donde dos a cuatro jugadores pueden competir simultáneamente. 
Modificar el modo de permitir a los jugadores crear pistas y luego correr en ellos. Temas personalizados se pueden guardar en uno de los treinta ranuras para uso futuro y se comparten con otros jugadores a través de cable Game Link . El juego también puede generar una contraseña pista específica que se pueden introducir en cualquier cartucho de Climax para la conversión de nuevo a la pista personalizada.

## Desarrollo y lanzamiento
La información sobre la existencia y el título del juego se filtró por los minoristas japoneses semanas antes de su anuncio oficial por parte de Nintendo. El juego fue lanzado en Japón el 21 de octubre de 2004. Nintendo World Report y Siliconera insistieron en que el juego era un candidato probable para la localización de las regiones fuera de Japón, pero esto nunca sucedió.
F-Zero Climax fue relanzado para la Consola Virtual de Wii U en diciembre de 2015, exclusivamente en Japón.
Más tarde, en octubre de 2024, se anunció otro relanzamiento del juego para Nintendo Switch mediante el servicio Nintendo Switch Online de forma mundial, dejando de lado la exclusividad en Japón que se mantuvo desde su lanzamiento original en 2004.

## Recepción
La recepción para el juego han sido en general positiva. Nintendo World Report le dio un 7,5 sobre 10. Siliconera elogió el juego rápido juego y las características del editor de la pista, pero lo criticó por sentirse más como un paquete de expansión que una secuela.